# Shinya Terachi
Shinya, właśc. Shinya Terachi (jap. 寺地晋也 Terachi Shinya) (ur. 24 lutego 1978 w Hirakacie) – perkusista j-rockowej grupy Dir En Grey. Dla zespołu skomponował niewiele utworów, m.in. Yurameki, Hotarubi, Umbrella czy INCREASE BLUE. Wcześniej należał do grup Siva, Ruby i La:Sadie's. 